# Zarza ardiente

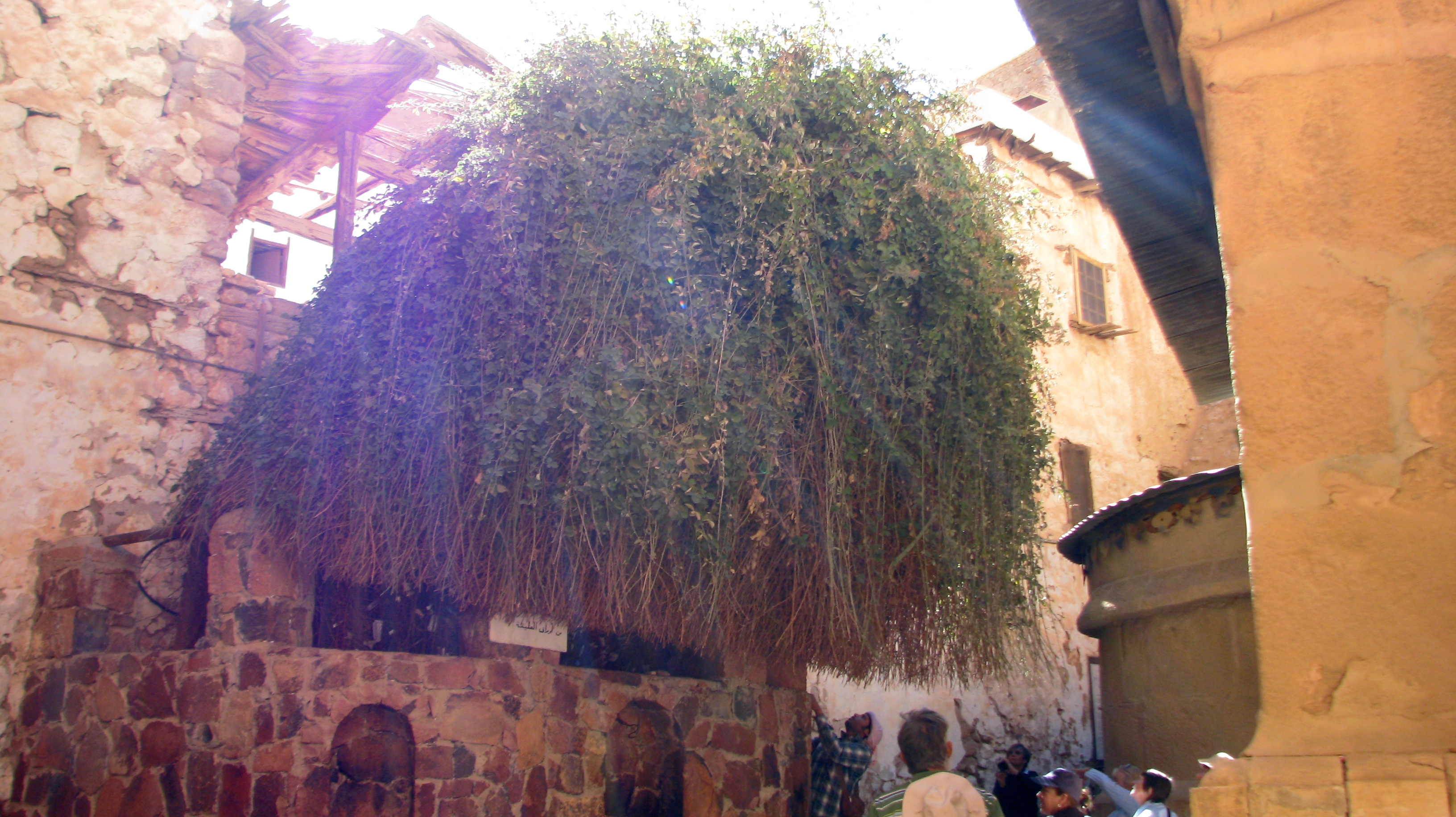
La "zarza ardiente" venerada en el Monasterio de Santa Catalina del Sinaí.

Zarza ardiente es la denominación convencional de un episodio bíblico (Éxodo capítulo 3, versículos 2 a 4) que es utilizado con alguna frecuencia en el arte cristiano.

## Pasaje bíblico

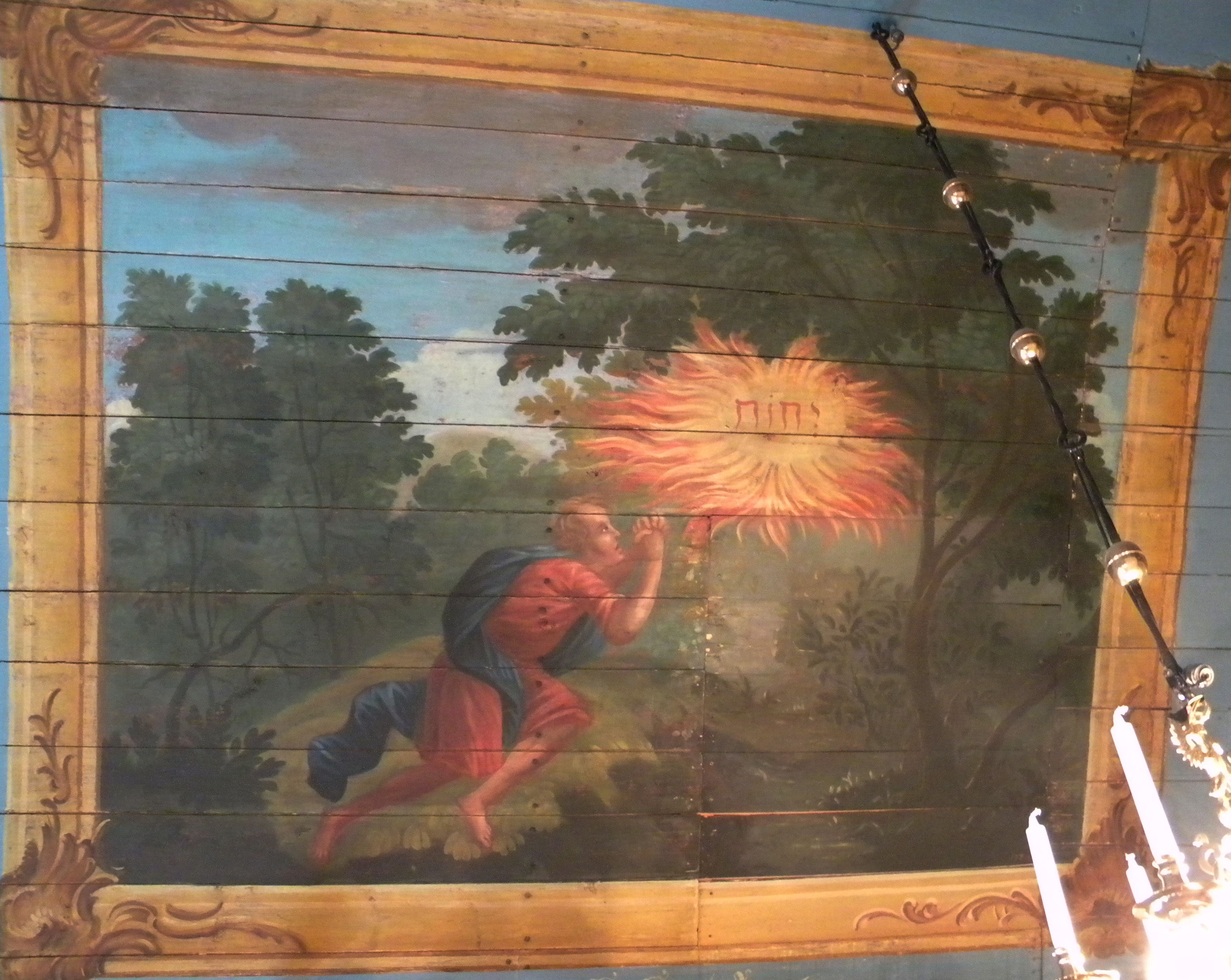
Pintura de Johan Burman en el techo de la iglesia de Skepplanda (Suecia), ca. 1770. En medio del fuego aparecen escritas las letras hebreas del tetragrámaton.

Moisés, tras huir por primera vez de la corte de Egipto, apacentaba el ganado de su suegro Jethro en las tierras de Madián cuando "llevó una vez el rebaño más allá del desierto" y llegó al monte Horeb o Sinaí, "la montaña de Dios". Allí vio una zarza que ardía sin consumirse, y "en la llama de fuego" "se le apareció el ángel del Señor". La voz de Dios salió de la zarza para ordenar a Moisés que no se acercara más y se descalzara, porque el suelo que pisaba era "una tierra santa", ante lo que Moisés obedece aterrorizado, cubriéndose el rostro para no ver el rostro divino. Mientras se obran varios prodigios, el diálogo entre Dios y Moisés explica la misión que ha de emprender de vuelta en Egipto, ocupando el resto del capítulo y el comienzo del capítulo siguiente (3: 5-22 y 4: 1-17); entre otras revelaciones, Dios se refiere a sí mismo con las fórmulas "Yo soy el Dios de tu padre, el Dios de Abraham, el Dios de Isaac y el Dios de Jacob" (3:6) y "yo soy el que soy" (אֶהְיֶה אֲשֶׁר אֶהְיֶה, ehyeh ašer ehyeh -expresión relacionada con Yahve, el tetragrámaton o teónimo del Dios bíblico-, 3:14); que es la que le ordena usar ("Tú hablarás así a los israelitas: «Yo soy» me envió a ustedes" -3:14-), y se usa en otros pasajes donde Moisés se refiere a Dios como Ehyeh (אֶהְיֶה) o Ehyeh-Asher-Ehyeh (אהיה אשר אהיה), e incluso con la expresión "el que mora en la zarza" (sók'rii s'náéh), como hace durante la bendición de las tribus de Israel (Deuteronomio 33:16).
La denominación "zarza" (סנה seneh en hebreo, origen del topónimo Sinaí, rubus en el latín de la Vulgata), que en la Biblia es un hapax legomenon (sólo se emplea en ese contexto), es un término botánico vulgar que puede designar a muchas plantas espinosas de talla arbustiva; se ha propuesto su identificación con distintas plantas, por ejemplo, la zarzamora (Rubus fruticosus). Algunas de ellas, como las del género Acacia (shittim en hebreo -que también aparece citada en la Biblia en distintas ocasiones, y especialmente como la que Dios manda usar para fabricar el Arca de la Alianza y el mobiliario del Tabernáculo-), contienen sustancias psicoactivas (como triptamina o dimetiltriptamina - DMT) que podrían explicar su asociación con lo sobrenatural. En cuanto su condición de arder sin consumirse, se ha señalado que su parasitación por la planta Loranthus acaciae (o "muérdago de flores carmesí", también frecuente en la zona), que desarrolla frutos e inflorescencias rojas, le da un aspecto visual de estar cubierta de llamas. También se ha propuesto que todo el pasaje sea en realidad una referencia a la propia condición "ardiente" del monte Sinaí (סיני). Todo ello participa de un estilo bíblico denominado paronomasia. La exégesis y hermenéutica bíblica interpretan el episodio como una teofanía en que se mezclan las fuentes bíblicas elohísta y yahvista, que suelen visualizar a Dios con el fuego, con la deuteronomista, que lo hace con las nubes, para manifestar la renovación de la alianza de Dios con el hombre.
Se han encontrado similitudes simbólicas e icónicas entre la zarza ardiente y otros conceptos, como el árbol de la vida y la menorah (la lámpara ritual de siete velas), que permiten interpretar la escena como una transposición del Templo en el desierto.

## Exégesis del Midrash e Kabbalah
Cuando Moisés dudó ante la orden de Dios de revelarse a los otros judíos, Dios reveló la visión de la zarza ardiente que no se consumió: de hecho, esta visión profética corresponde a una especie de "figura angelical"; el temor de Moisés parece deberse a la forma espiritual-celestial de la zarza, dividida precisamente en muchas partes, según la tradición Midrashica, alusión a la "multiplicidad" y, más en profundidad, a las posteriores diásporas del pueblo judío. Moisés y Aarón, ciertamente como guía indiscutible, enfrentaron varias dificultades tanto en "Mitzraim", el antiguo Egipto, como en el desierto, principalmente debido a los "agregados" unidos en una "multitud abigarrada" no siempre fieles a las reglas, que todos los judíos aceptaron con el Matan Torá durante el episodio único del Monte Sinaí, pacto eterno con Dios. Moisés, como cabeza de todos los profetas, y Aarón, una referencia a la redención iniciática milagrosa que, sin embargo, casi se repite con Yom Kippur, representan al mesiánico  Tzadik, siempre buscado por los judíos que anhelan la revelación de la verdad divina y de Dios mismo. Tanto las mujeres judías como los fieles devotos judíos, a pesar de las difíciles vicisitudes de la historia judía, tienen una esperanza que he mantenido continuamente con su fe en la Torá, en las Mitzvot, en Dios y en el amor fraterno y patriótico: ese día el mundo entero verá a la Shejiná, logrando en el Templo con la continua verdad que surgirá de la "tierra".

## Iconografía
Hay representaciones de la escena tanto en el arte judío (muy escasas, dado su general aniconismo) como en el catolicismo, que en algunos casos representa dentro de la zarza a la Virgen con el Niño.

Los Padres de la Iglesia interpretan la zarza que Moisés vio arder sin consumirse en las laderas del Horeb como una imagen de María, que alumbra a Cristo, fuego divino, conservando intacta su virginidad. Para Cosme de Mayuna, María es "más honorable que los querubines e incomparablemente más gloriosa que los serafines". La iconografía de la "Virgen de la Zarza Ardiente" es representada de la siguiente manera: la Virgen (en el centro), las potencias angélicas, los cuatro vivientes y las cuatro visiones de Moisés, Isaías, Ezequiel y Jacob.

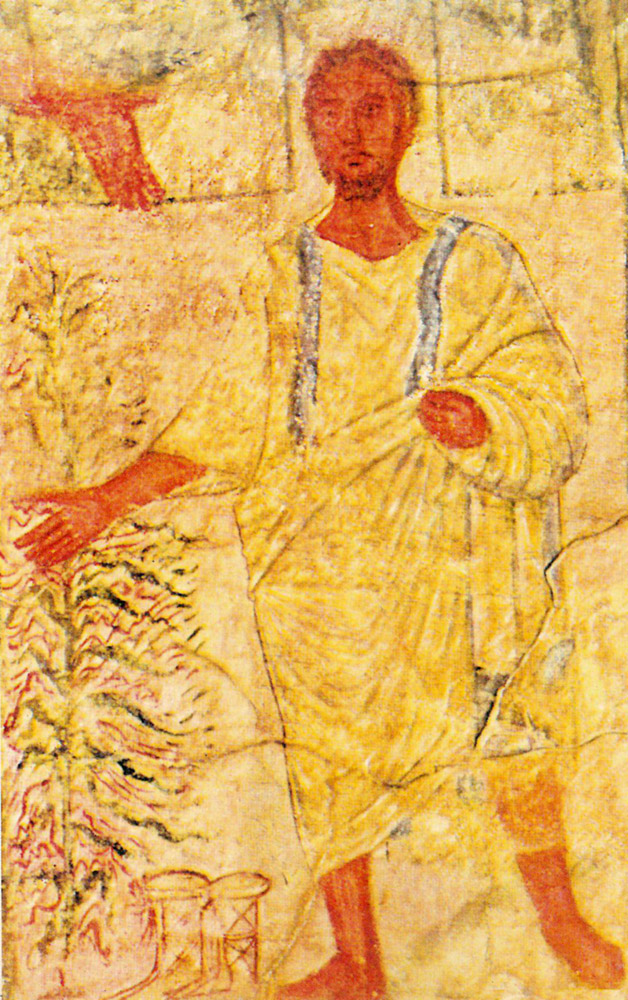
Sinagoga de Dura Europos,[18] Dura Europos, siglo III, arte judío.
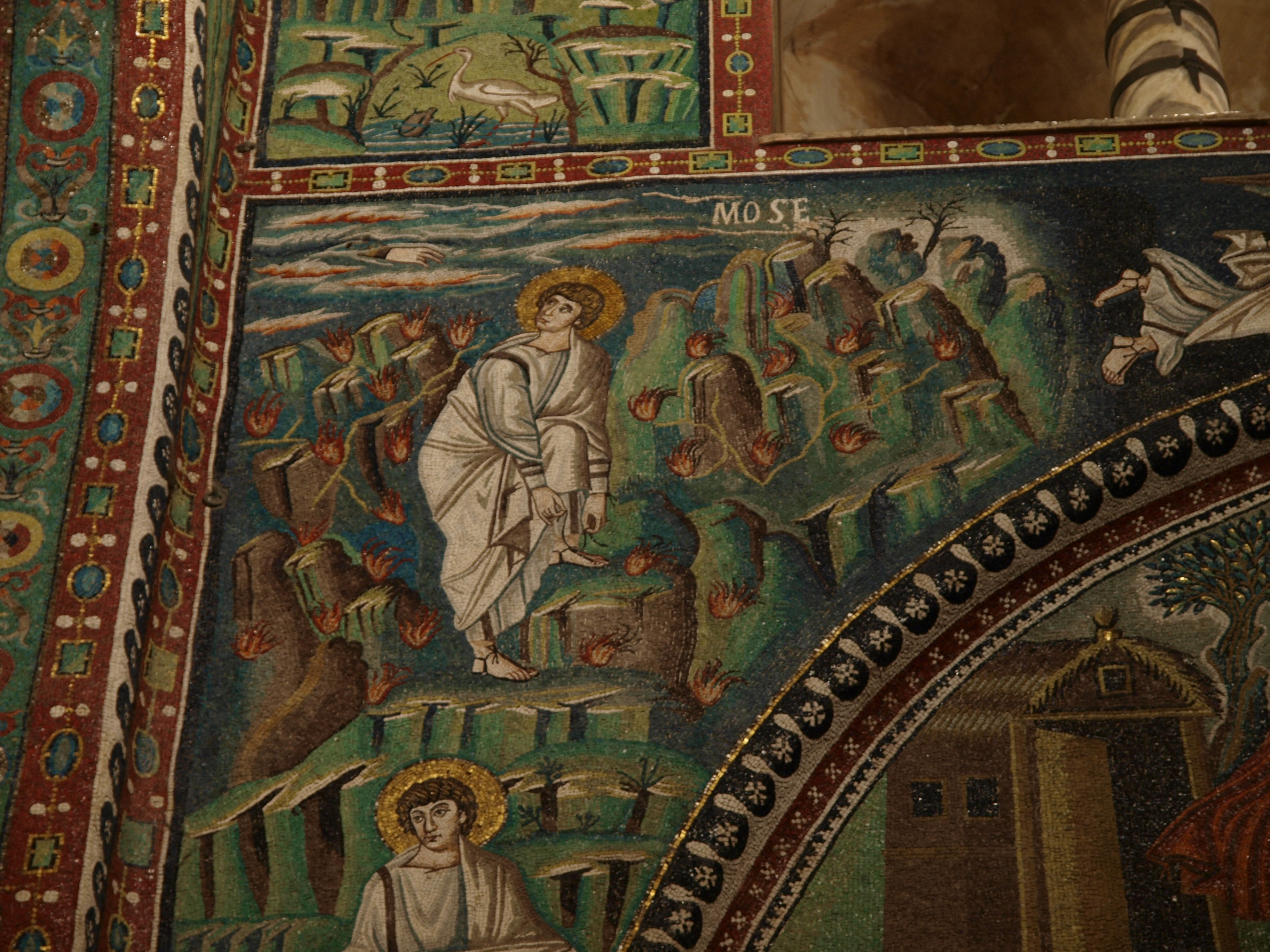
San Vital de Rávena, siglo VI, mosaico bizantino.
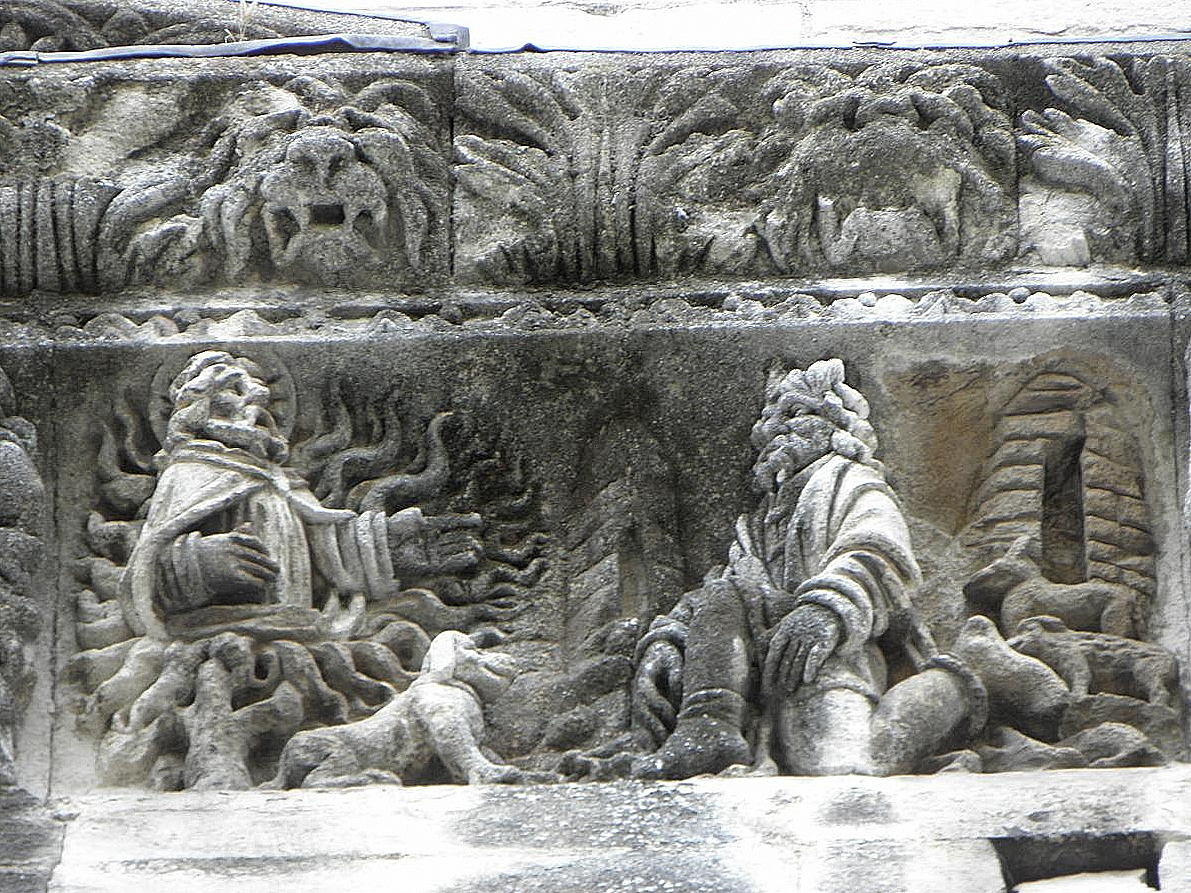
Friso de la Catedral de Nimes,[19] escultura románica.
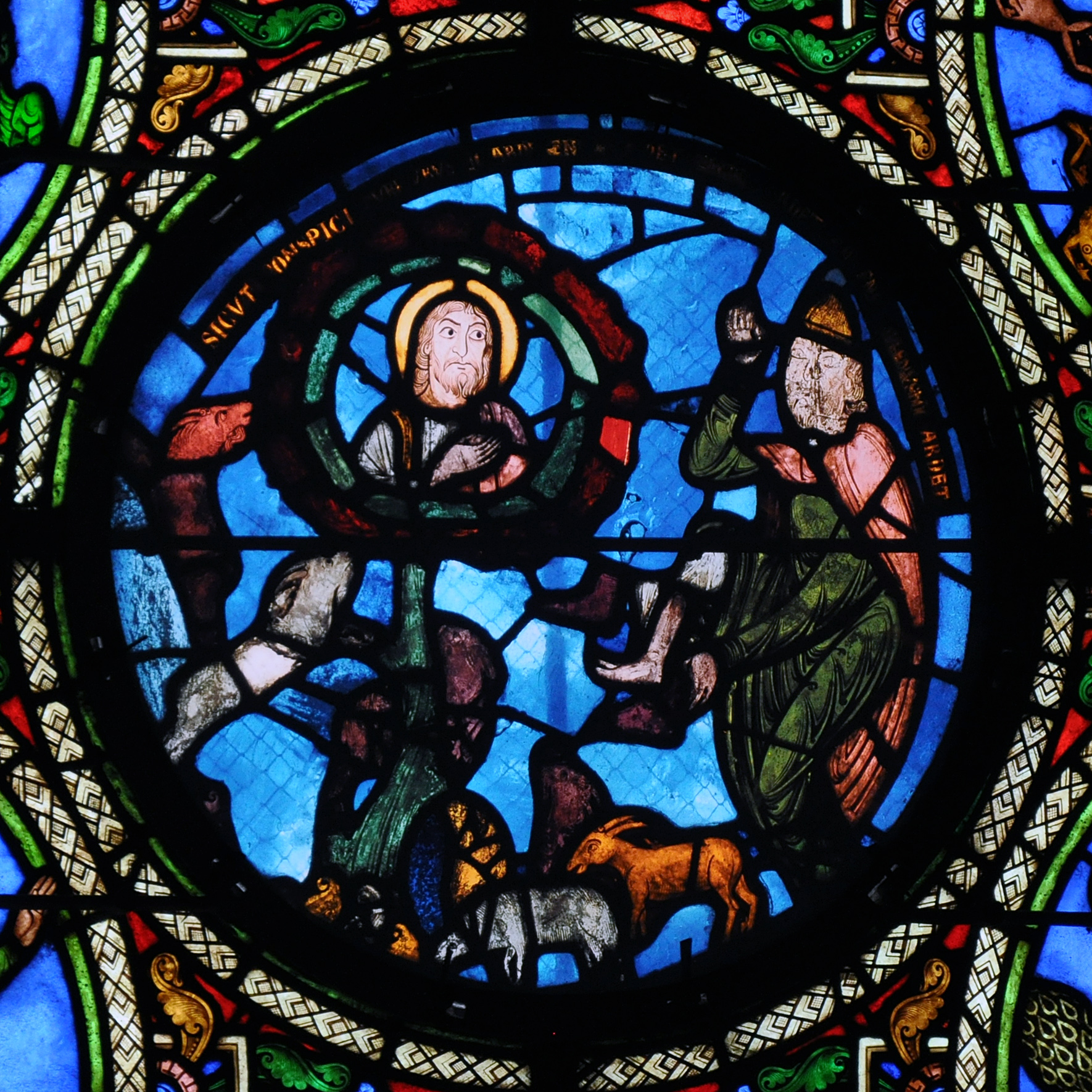
Vitral de la basílica de Saint-Denis, siglo XII, Gótico inicial.
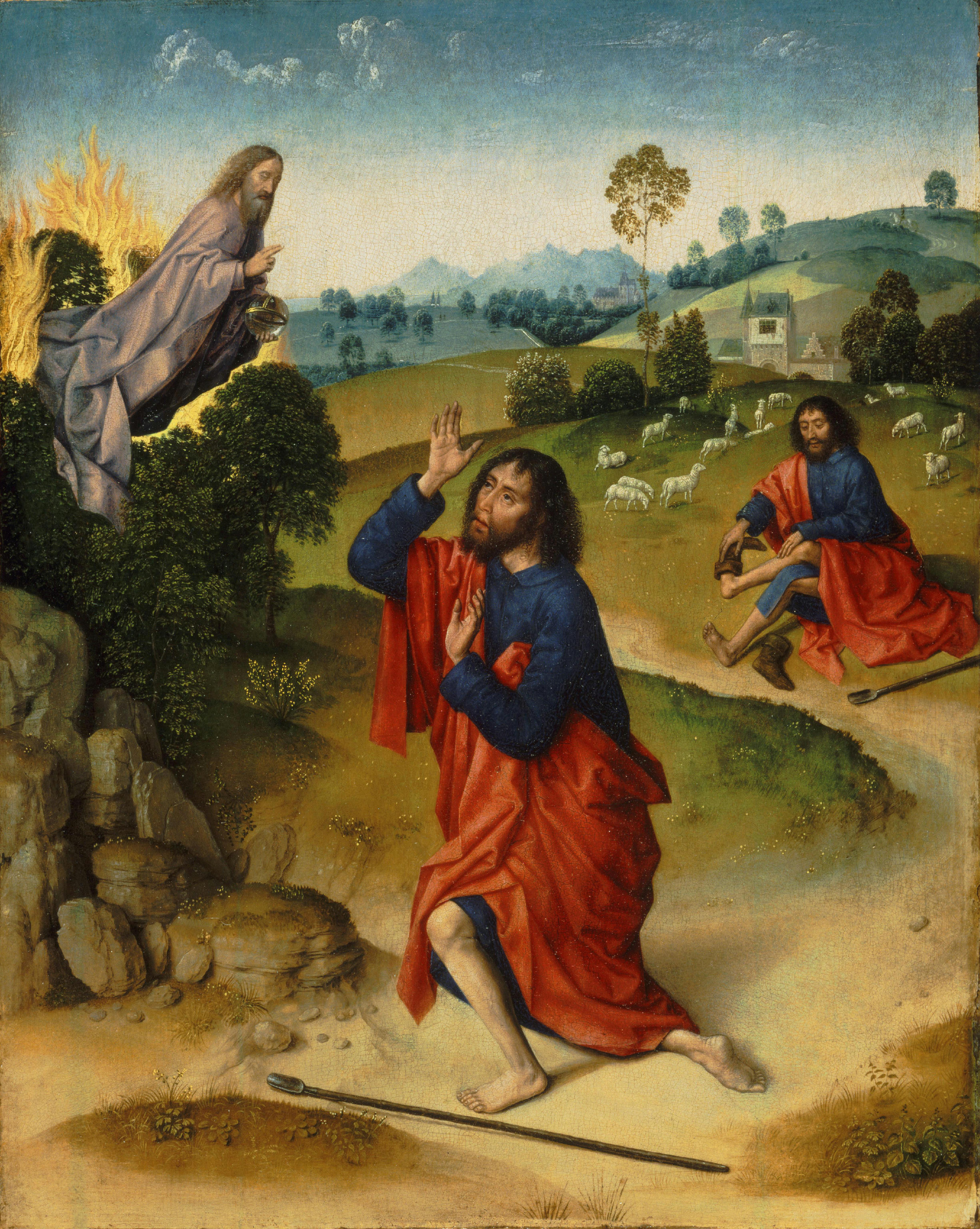
Dirk Bouts, 1450-1475, Gótico final (primitivos flamencos).
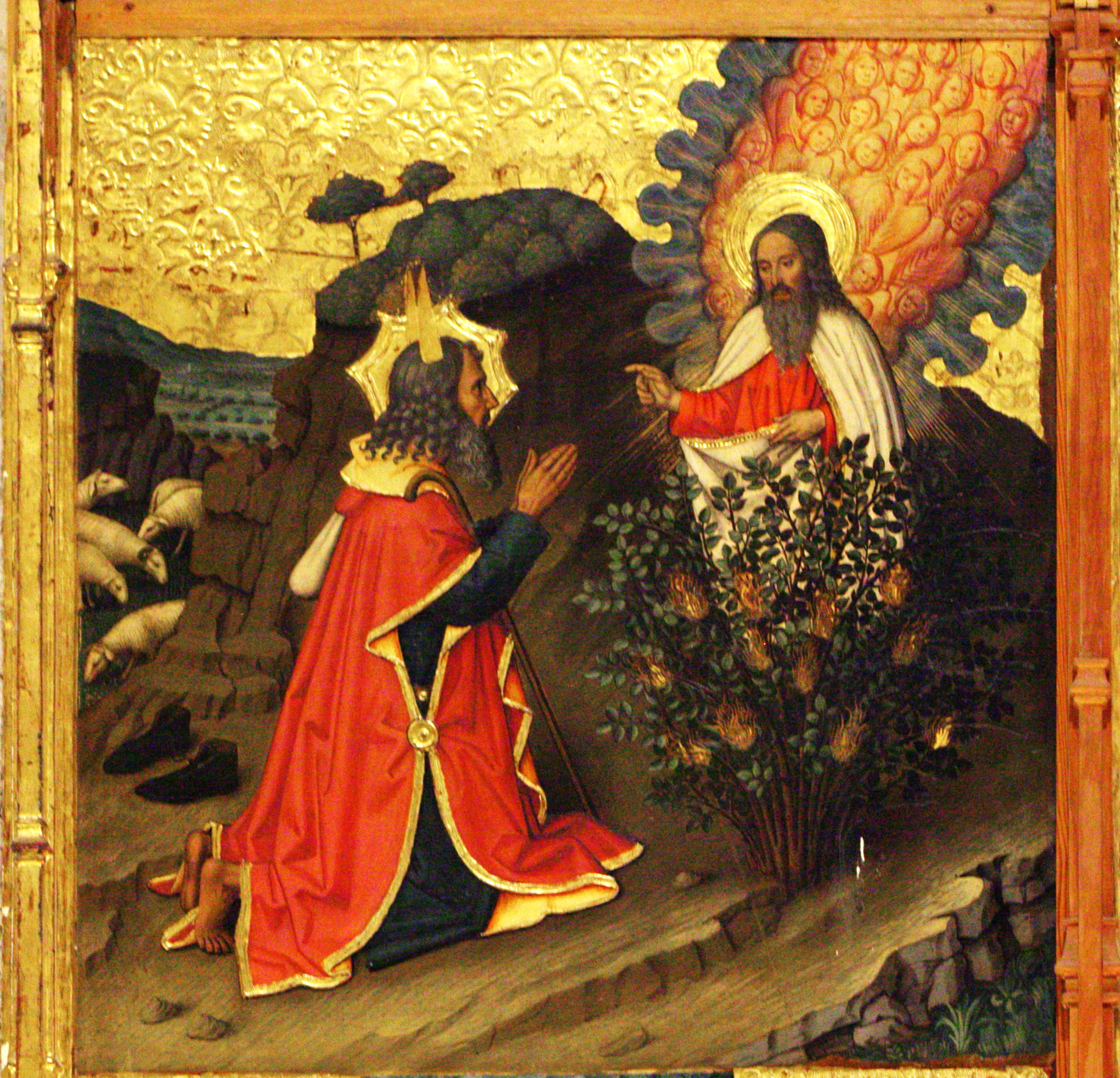
Fragmento del Retablo de la transfiguración, de Jaume Huguet, ca. 1466-1475, Gótico final (primitivos españoles).
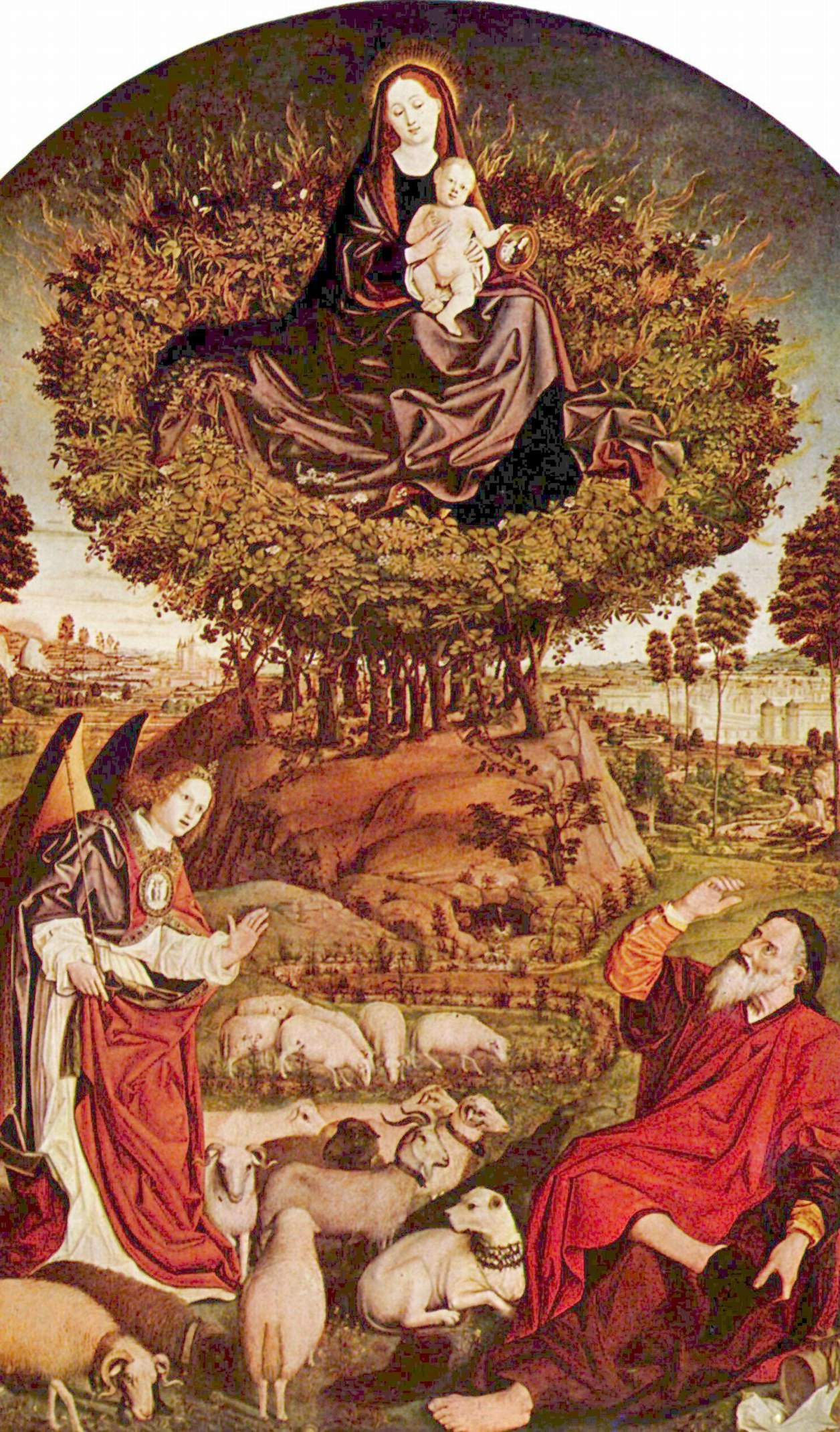
Panel central del Retablo de la zarza ardiente,[20] de Nicolas Froment, 1476, Gótico final (primitivos franceses).
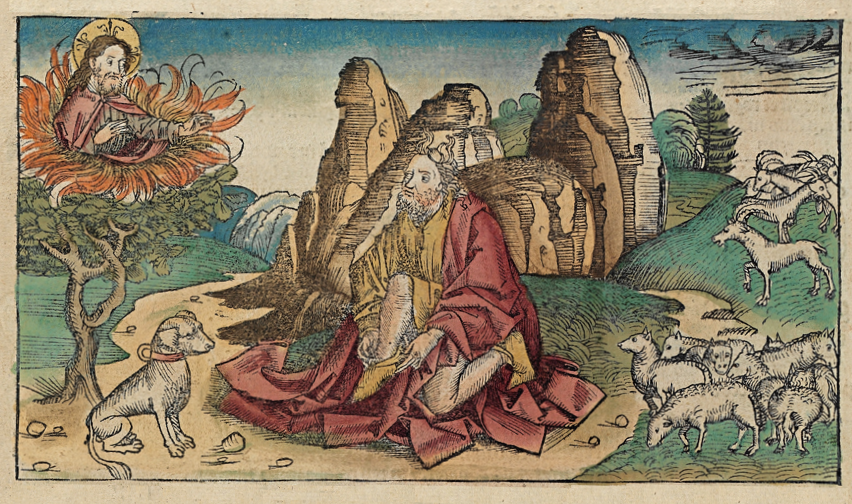
Grabado de Las Crónicas de Núremberg, 1493, Gótico final (primitivos alemanes).
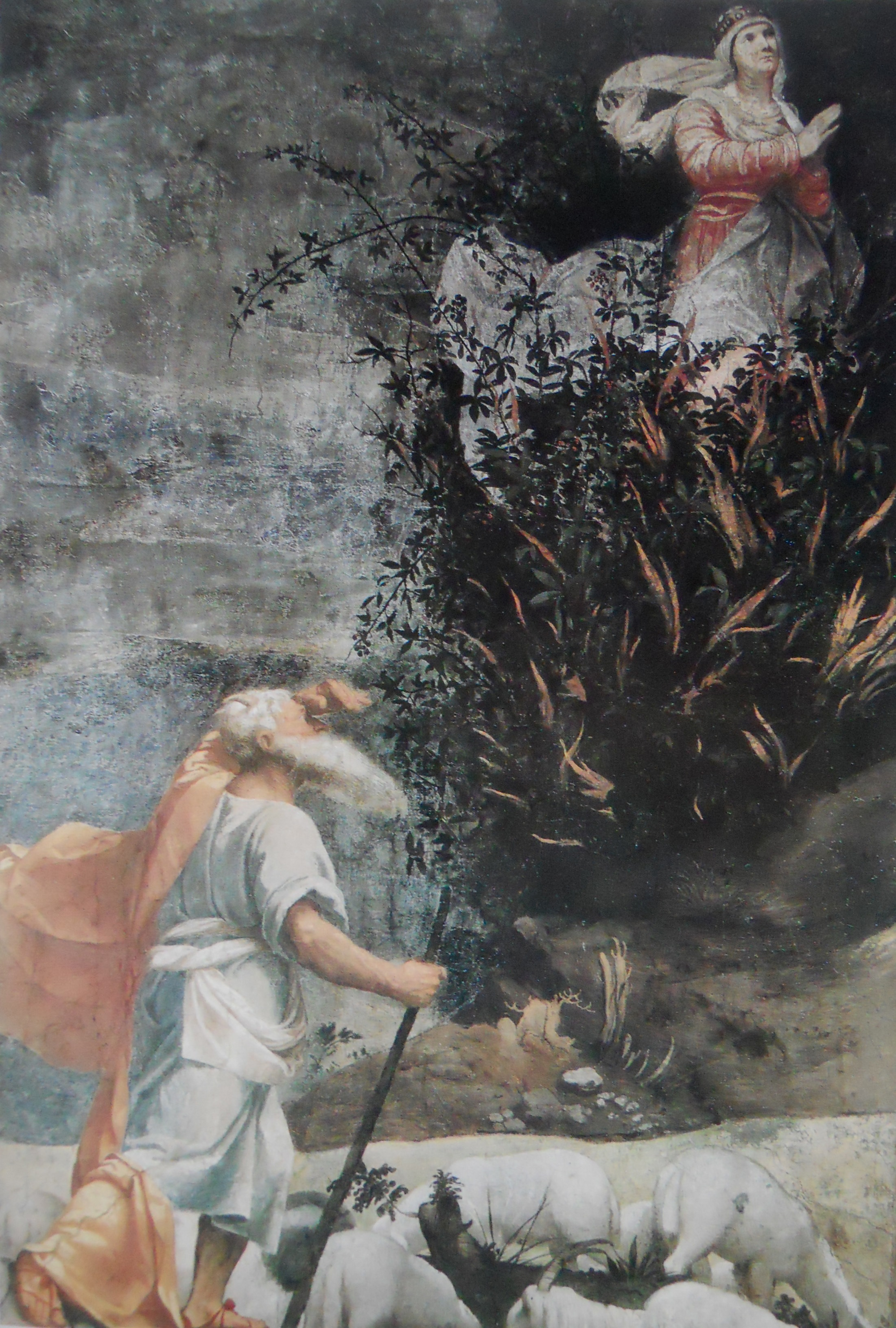
Moretto, ca. 1525, Renacimiento italiano (Cinquecento, Manierismo).
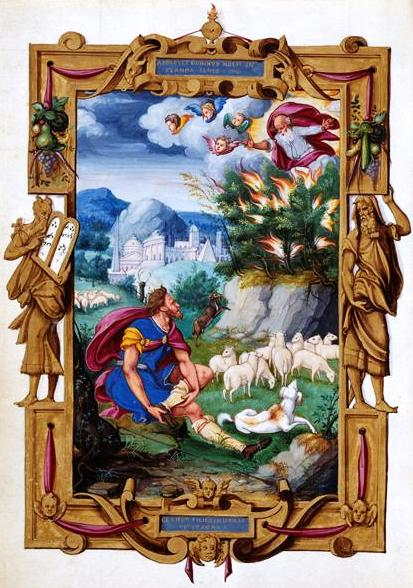
Ilustración del Libro de Horas de Anne de Montmorency, 1594, Renacimiento francés.
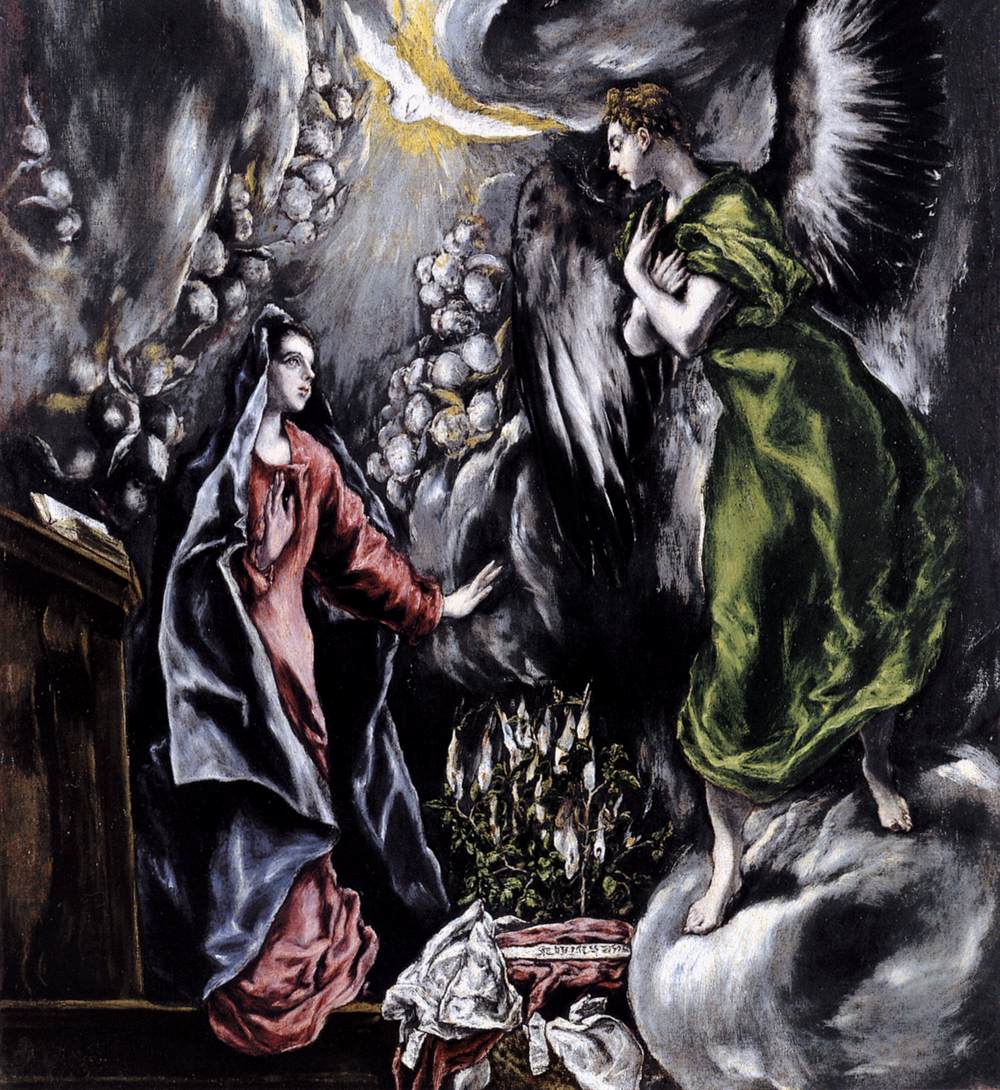
Detalle (la zarza ardiente abajo, en el centro)[21] de La Anunciación, de El Greco, ca. 1597-1600. Bajo Renacimiento español (Manierismo).
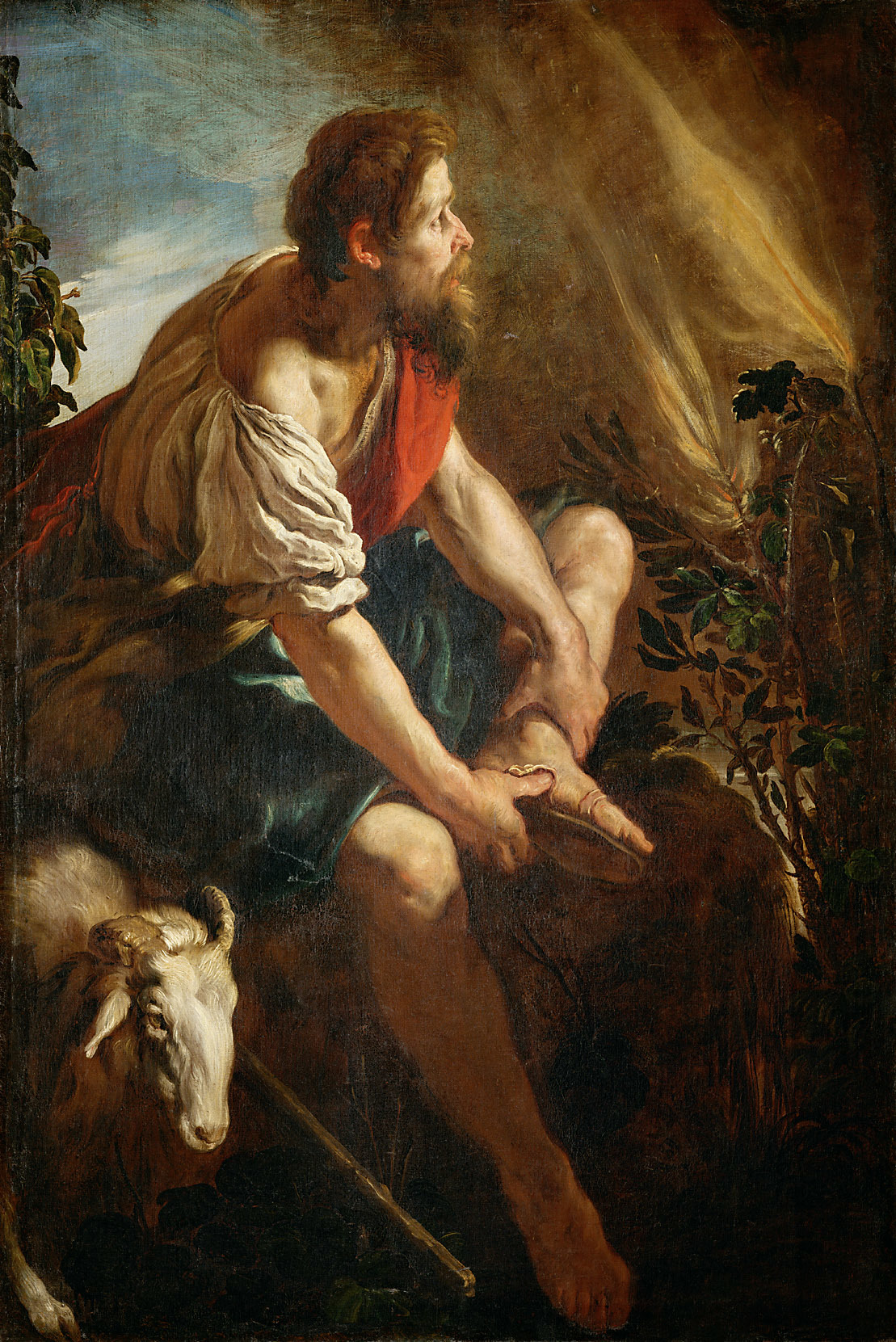
Domenico Fetti, ca. 1613, Barroco italiano.
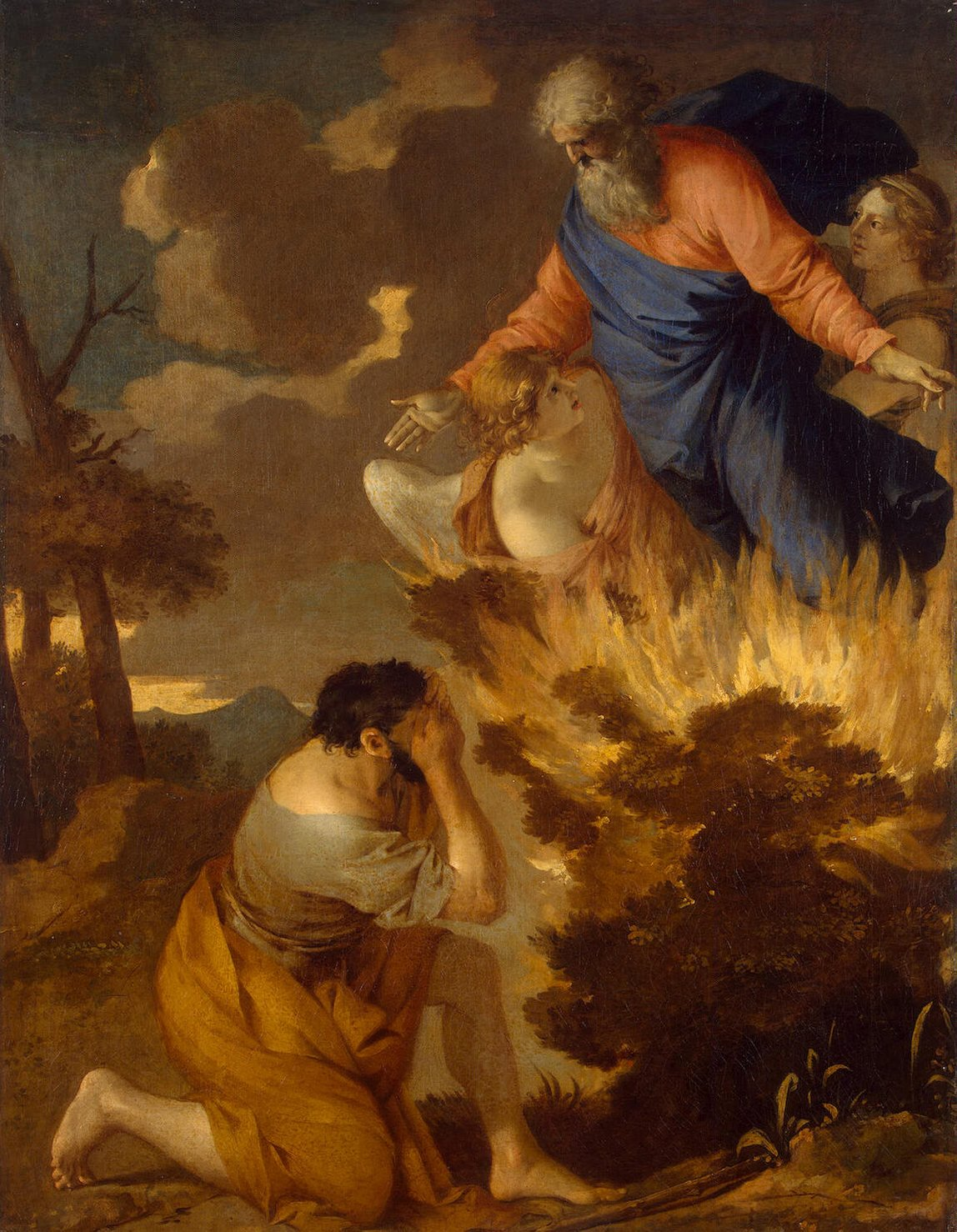
Sébastien Bourdon, siglo XVII, Barroco francés.
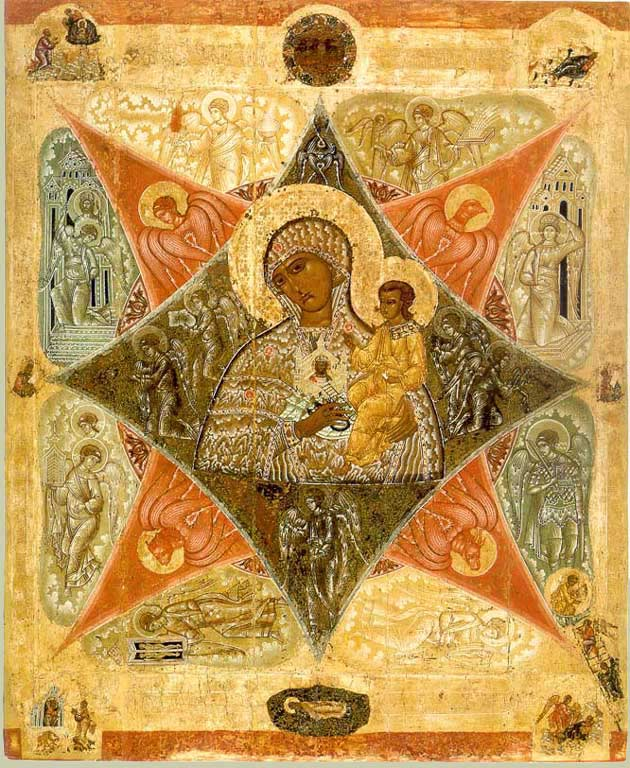
Nuestra Señora de la Zarza Ardiente (Neopalímaya Kupiná), Museo-reserva natural Kolómenskoye,[22][23] siglo XVI, icono bizantino (Rusia).
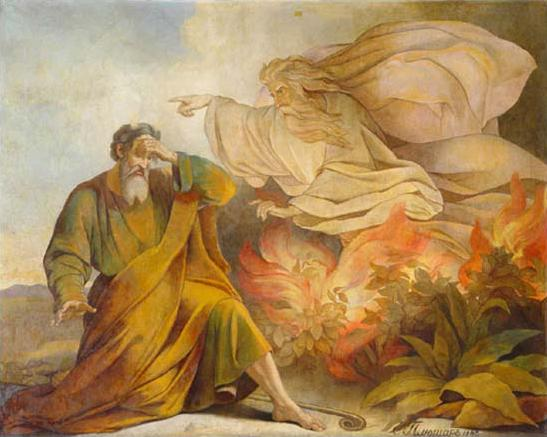
Fresco de la Catedral de San Isaac (San Petersburgo), de Eugène Pluchart, 1848, Neoclasicismo.
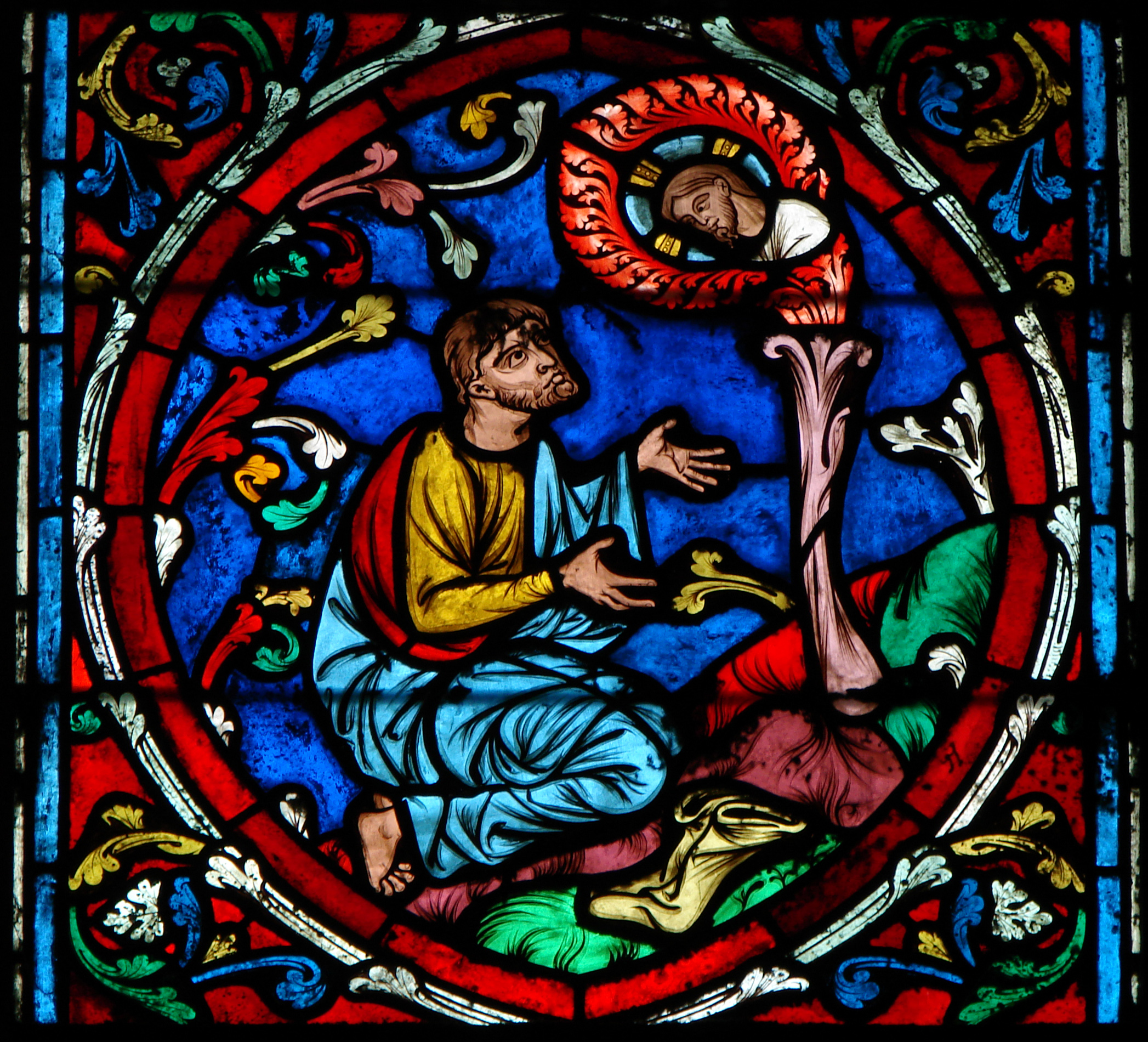
Vitral de Notre-Dame de París, ca. 1869, Neogótico.
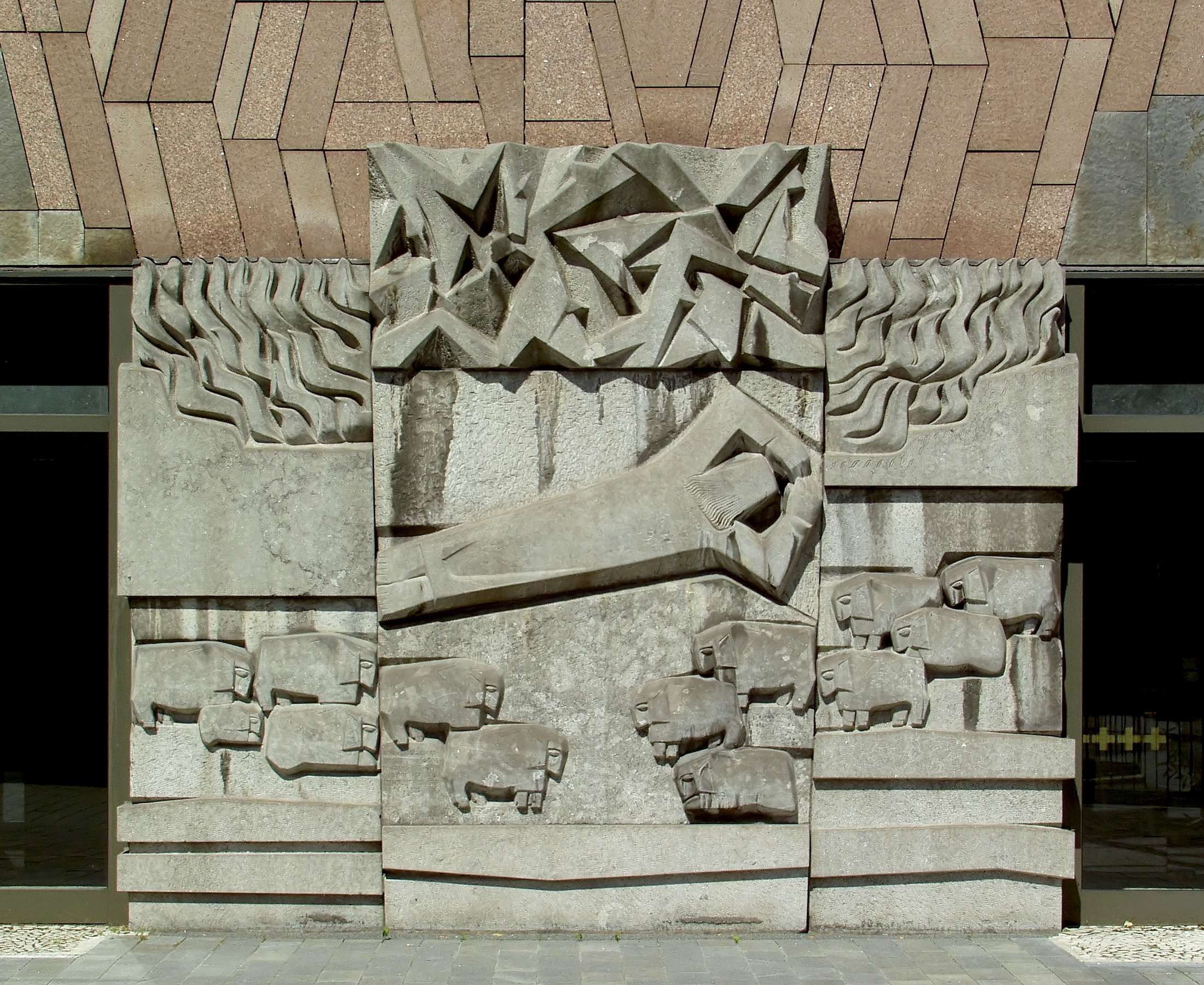
Relieve de la Liebfrauenkirche de Duisburg, de K. H. Türk,[24] finales del siglo XX, arte contemporáneo.
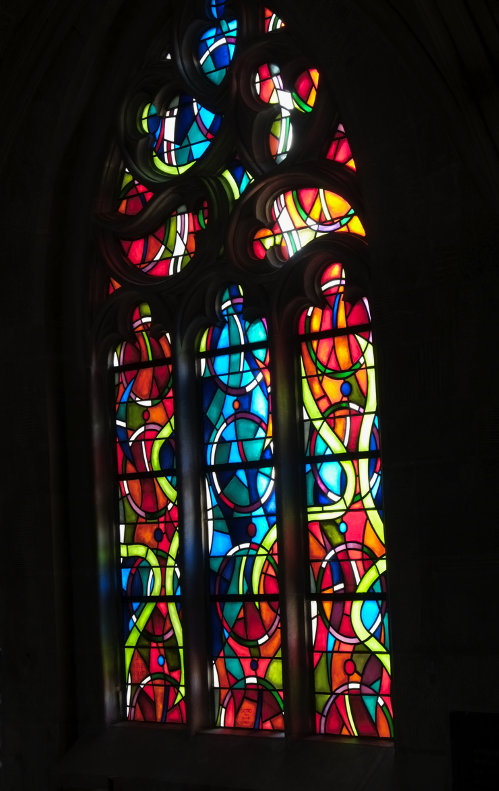
La zarza ardiente en una vidriera de Sergio de Castro para la Colegiata de Romont (Suiza), 1980.

En las adaptaciones de la historia bíblica al cine (cine bíblico), la representación de la escena ha sido parte importante de películas como Los diez mandamientos (Cecil B. DeMille, 1923 y 1956).